# Anne Schulp
Anne Schulp (Sneek, 1974) is een Nederlands vertebratenpaleontoloog, bekend van de Triceratopskudde en Trix de Tyrannosaurus rex van Naturalis.
Schulp promoveerde op mosasaurussen uit het Krijt van Maastricht via het Natuurhistorisch Museum Maastricht en de Vrije Universiteit Amsterdam. Van 1998 tot 2014 was hij conservator bij dit museum. Sinds 2013 doet hij onderzoek bij Naturalis in Leiden, en sinds 2019 is hij als hoogleraar verbonden aan de Faculteit Geowetenschappen van de Universiteit Utrecht. Verder is hij honorair conservator paleontologie bij het Teylers Museum in Haarlem.
Schulp houdt zich bezig met onderzoek naar dinosauriërs en andere Mesozoïsche reptielen, met nadruk op de Amerikaanse staten Montana en Wyoming, Angola, het Trias van Winterswijk en het Krijt van Maastricht. Hij heeft opgravingen verricht in Angola, Egypte, Frankrijk, Jemen, Kenia, Nederland, Oman, Portugal, Roemenië en de Verenigde Staten. Hij heeft meegewerkt aan de beschrijving van Angolatitan.